# Setesdal
58°55′N 7°43′Ø / 58.917°N 7.717°Ø
Setesdal er navnet på dalen langs floden Otra som har sit udspring i den nordlige ende af Agder fylke i Norge.
Navnet Setesdal blev oprindelig kun brugt om de to nordligste kommuner i fylket, Bykle og Valle. Området nedenfor blev kaldt Otrudal. Senere flyttede grænsen for Setesdal sydover til Bygland med Byglandsfjord. Man brugte da begreberne Øvre- og Nedre Setesdal.
I dag regner man hele dalområdet fra Bykle til og med kommunene Iveland og Evje og Hornnes hørende til Setesdal. Mere end halvdelen af fylkets areal består af Setesdalskommunerne.